# Club Baloncesto Málaga 2018-2019
Questa voce raccoglie le informazioni riguardanti il Club Baloncesto Málaga nelle competizioni ufficiali della stagione 2018-2019.

## Stagione
La stagione 2018-2019 del Club Baloncesto Málaga è la 27ª nel massimo campionato spagnolo di pallacanestro, la Liga ACB.

## Roster
Aggiornato al 11 novembre 2024.
| Unicaja Málaga 2018-19 | Unicaja Málaga 2018-19 |
| Giocatori              | Staff tecnico          |
| ---------------------- | ---------------------- |

| N. | Naz.                                          | Ruolo | Nome                 | Anno | Alt.   | Peso   |  |
| -- | --------------------------------------------- | ----- | -------------------- | ---- | ------ | ------ |  |
| 0  | Spagna (bandiera)                             | G     | Lucas Muñoz          | 2001 | 180 cm |        |  |
| 1  | Stati Uniti (bandiera) · Armenia (bandiera)   | P     | Ryan Boatright       | 1992 | 183 cm | 79 kg  |  |
| 2  | Rep. del Congo (bandiera) · Spagna (bandiera) | C     | Viny Okouo           | 1997 | 214 cm | 100 kg |  |
| 3  | Spagna (bandiera)                             | P     | Jaime Fernández      | 1993 | 186 cm | 79 kg  |  |
| 7  | Paesi Bassi (bandiera) · Spagna (bandiera)    | AC    | Morgan Stilma        | 2000 | 202 cm |        |  |
| 9  | Spagna (bandiera)                             | P     | Alberto Díaz         | 1994 | 189 cm | 81 kg  |  |
| 10 | Finlandia (bandiera)                          | G     | Sasu Salin           | 1991 | 191 cm | 86 kg  |  |
| 11 | Spagna (bandiera)                             | AP    | Dani Díez            | 1993 | 201 cm | 100 kg |  |
| 12 | Serbia (bandiera)                             | G     | Dragan Milosavljević | 1989 | 198 cm | 91 kg  |  |
| 16 | Spagna (bandiera)                             | P     | Pablo Sánchez        | 2002 | 189 cm |        |  |
| 17 | Georgia (bandiera)                            | C     | Giorgi Shermadini    | 1989 | 217 cm | 120 kg |  |
| 21 | Polonia (bandiera)                            | AP    | Adam Waczyński       | 1989 | 199 cm | 96 kg  |  |
| 22 | Stati Uniti (bandiera)                        | P     | Brian Roberts        | 1985 | 188 cm | 79 kg  |  |
| 26 | Francia (bandiera)                            | C     | Mathias Lessort      | 1995 | 205 cm | 108 kg |  |
| 32 | Spagna (bandiera)                             | C     | Rubén Guerrero       | 1995 | 213 cm | 109 kg |  |
| 33 | Stati Uniti (bandiera) · Canada (bandiera)    | AG    | Kyle Wiltjer         | 1992 | 206 cm | 110 kg |  |
| 43 | Spagna (bandiera)                             | AG    | Carlos Suárez (C)    | 1986 | 203 cm | 106 kg |  |

| Allenatore |
| - Luis Casimiro                                                                                                |
| Assistente/i                                                                                                   |
| - Paco Aurioles - / Boniface Ndong - Ángel Sánchez-Cañete Legenda - (C) Capitano - (IN) Inattivo - Infortunato |

## Mercato

### Sessione estiva
| Acquisti | Acquisti         | Acquisti     | Acquisti      | Acquisti |
| R.a      | Nome             | da           | Modalità      |          |
| -------- | ---------------- | ------------ | ------------- | -------- |
| P        | Jaime Fernández  | Andorra      | definitivo    |          |
| P        | Brian Roberts    | Olympiakos   | definitivo    |          |
| AG       | Kenan Karahodžić | Oviedo       | fine prestito |          |
| AG       | Kyle Wiltjer     | Olympiakos   | definitivo    |          |
| C        | Romaric Belemene | Oviedo       | fine prestito |          |
| C        | Mathias Lessort  | Stella Rossa | definitivo    |          |

| Cessioni | Cessioni         | Cessioni       | Cessioni       | Cessioni |
| R.       | Nome             | a              | Modalità       |          |
| -------- | ---------------- | -------------- | -------------- | -------- |
| P        | Ray McCallum     | Darüşşafaka    | fine contratto |          |
| PG       | Nemanja Nedović  | Olimpia Milano | fine contratto |          |
| G        | Morayo Soluade   | Legia Varsavia | fine contratto |          |
| AP       | Ignacio Rosa     | Oviedo         | prestito       |          |
| AG       | Jeff Brooks      | Olimpia Milano | fine contratto |          |
| AG       | Kenan Karahodžić | Peñas Huesca   | fine contratto |          |
| AC       | James Augustine  |                | ritirato       |          |
| C        | Romaric Belemene | Breogán        | fine contratto |          |

### Dopo l'inizio della stagione
| Acquisti | Acquisti       | Acquisti         | Acquisti       | Acquisti   |
| R.       | Nome           | da               | Data           | Modalità   |
| -------- | -------------- | ---------------- | -------------- | ---------- |
| P        | Ryan Boatright | Texas Legends    | 8 gennaio 2019 | definitivo |
| C        | Rubén Guerrero | Samford Bulldogs | 20 maggio 2019 | definitivo |

| Cessioni | Cessioni       | Cessioni   | Cessioni       | Cessioni    |
| R.       | Nome           | a          | Data           | Modalità    |
| -------- | -------------- | ---------- | -------------- | ----------- |
| P        | Ryan Boatright | Free agent | 27 maggio 2019 | rescissione |